# Georg Schepelern
Georg Sophus Frederik Schepelern, född den 26 februari 1839 i Köpenhamn, död den 16 april 1900 på Frederiksberg, var en dansk präst. Han var bror till läkaren Vilhelm Schepelern och far till skolmannen Vilhelm Schepelern.
Schepelern var efter sin attestats 1864 först verksam några årsom präst på landet, främst i Kirke-Helsinge, men blev därefter 1869 förflyttad till huvudstaden som kaplan i Trinitatis Sogn. På denna post och som sognepræst där från 1878 utmärkte han sig genom stor praktisk duglighet. Han var en betydande predikant och förträfflig organisatör av församlingsarbetet, och för den moderna församlingsvården i Köpenhamn var han en av ledarna. År 1895 blev han Holmens prost. Han beklädde dessutom olika förtroendeuppdrag, exempelvis var han lärare i kateketik vid Pastoralseminariet, överdirektör vid de Massmannska söndagsskolorna och medlem av styrelsen för Kirkelig Forening for indre Mission i København.
Schepelern tillhörde den högkyrkliga riktningen inom Folkekirken, och inte minst bland de bildade fanns hans åhörarskara, men han förstod också sin tid och dess intressen. Därom vittnar förutom hans predikningar många tidningsartiklar och småskrifter. Också mot den romersk-katolska propagandan öppnade han en polemik, under vilken hans huvudinsats var Romerkirkens Hovedvildfarelser (1889—92). Hans skrifter inom detta område är dock inte så djuplodande som hans övriga produktion. Av större verk utgav han även Prædikener over ny Tekster (1884), Biskop Otto Laubs Levned, en Livsskildring i Breve (tillsammans med Frederik Ludvig Mynster), I—III (1885—87) och en samling likpredikningar In memoriam (1898). Efter hans död utkom en samling efterlämnade predikningar.

## Utmärkelser
- Riddare av Dannebrogorden,  1883[2]
- Dannebrogsmännens hederstecken,  1892[2]

[Redigera Wikidata]

## Fotnoter
1. 1 2  Dansk Biografisk Lexikon, Dansk biografisk Leksikon-ID: G._Schepelern, läs online.[källa från Wikidata]
2. 1 2 3 4 5 6 7 8  Dansk Biografisk Leksikon, 3. udgave, tredje utgåvan, 1984, läs online.[källa från Wikidata]